# Мунк, Йожеф
Йо́жеф Мунк (венг. Munk József; 30 ноября 1890, Будапешт — ?) — венгерский пловец, серебряный призёр летних Олимпийских игр 1908.
На Играх 1908 Зацхар участвовал в двух дисциплинах. Он стал серебряным вместе со своей сборной в эстафете 4×200 метров вольным стилем и остановился на первом раунде на дистанции 100 метров аналогичным стилем.